# Xã Howell, Michigan
Xã Howell (tiếng Anh: Howell Township) là một xã thuộc quận Livingston, tiểu bang Michigan, Hoa Kỳ. Năm 2010, dân số của xã này là 6.702 người.